# Rajd Nowej Zelandii 1990
Rajd Nowej Zelandii 1990 (21. Rothmans Rally of New Zealand) – 21. Rajd Nowej Zelandii rozgrywany w Nowej Zelandii w dniach 30 czerwca–3 lipca. Była to szósta runda Rajdowych Mistrzostw Świata w roku 1990. Rajd został rozegrany na nawierzchni szutrowej. Bazą rajdu było miasto Auckland.

## Wyniki końcowe rajdu[1]
| Msc. | Kierowca            | Pilot           | Samochód                   | Czas    | Strata | Grupa | Punkty |
| ---- | ------------------- | --------------- | -------------------------- | ------- | ------ | ----- | ------ |
| 1    | Carlos Sainz        | Luis Moya       | Toyota Celica GT-Four      | 6:48.26 | 0.0    | A8    | 20     |
| 2.   | Ingvar Carlsson     | Per Carlsson    | Mazda 323 4WD              | 6:49.57 | +1.31  | A8    | 15     |
| 3.   | Erwin Weber         | Matthias Feltz  | Volkswagen Golf Rallye G60 | 6:56.24 | +7.58  | A8    | 12     |
| 4.   | Ross Dunkerton      | Fred Gocentas   | Mitsubishi Galant VR-4     | 7:00.28 | +12.02 | A8    | 10     |
| 5.   | Peter Bourne        | Rodger Freeth   | Subaru Legacy RS           | 7:05.48 | +17.22 | A8    | 8      |
| 6.   | Tommi Mäkinen       | Seppo Harjanne  | Mitsubishi Galant VR-4     | 7:09.13 | +22.47 | N4    | 6      |
| 7.   | Gustavo Trelles     | Daniel Muzio    | Lancia Delta Integrale 16V | 7:11.14 | +22.48 | N4    | 4      |
| 8.   | Jorge Recalde       | Martin Christie | Lancia Delta Integrale 16V | 7:17.17 | +28.51 | N4    | 3      |
| 9.   | Gilberto Pianezzola | Lucio Baggio    | Toyota Celica GT-Four      | 7:23.58 | +35.32 | N4    | 2      |
| 10.  | Alain Oreille       | Michel Roissard | Renault 5 GT Turbo         | 7:25.35 | +37.09 | N4    | 1      |

## Klasyfikacja po 6 rundach
Tabele przedstawiają tylko pięć pierwszych miejsc.

### Kierowcy
| Lp. | Kierowca        | Pkt |
| --- | --------------- | --- |
| 1   | Carlos Sainz    | 80  |
| 2   | Didier Auriol   | 55  |
| 3   | Massimo Biasion | 44  |
| 4   | Juha Kankkunen  | 42  |
| 5   | Mikael Ericsson | 26  |

### Producenci
| Lp. | Producent | Pkt |
| --- | --------- | --- |
| 1   | Lancia    | 94  |
| 2   | Toyota    | 74  |
| 3   | Subaru    | 19  |
| 4   | BMW       | 14  |
| 5   | Renault   | 12  |